# Ernesto Tagliaferri
Ernesto Tagliaferri est un compositeur napolitain né en 1889 à Naples, où il est mort en 1937.

## Biographie
Né d'un coiffeur dans le quartier populaire de Borgo Sant'Antonio Abate, il obtient un diplôme de violon au Conservatoire San Pietro a Majella de Naples. En 1912, il compose sa première musique sur un texte de E. A. Mario. En 1915, il met en musique le poème Napule canta de Libero Bovio.
Il sert dans l'armée royale pendant la Première Guerre mondiale.
Il entame en 1920 une longue collaboration avec Ernesto Murolo : il compose et contribue au texte de chants comme Mandulinata a Napule, Piscatore 'e Pusilleco, Napule ca se ne va et Tarantella internazionale.
C'est comme chef d'orchestre qu'il se fait connaître. Il tient la baguette derrière certaines des grandes voix de l'époque, comme Elvira Donnarumma (it). Il épousa la sœur d'un de ses élèves, née à Torre del Greco, où s'établit le couple Tagliaferri.
En 1934, il fonde la maison d'édition La Bottega dei Quattro ("Le magazin des quatre") avec Libero Bovio, Nicola Valente et Gaetano Lama . C'est alors qu'il s'y rendait qu'il meurt subitement au matin du 6 mars 1937.

## Filmographie choisie
- La ville des chansons (it), réalisé par Carmine Gallone en 1931/